# Румунія в Другій світовій війні
Румунське королівство було залучено у Другу світову війну діями Радянського Союзу. Приєднання Бессарабії та Північної Буковини до СРСР, також Радянська окупація Бессарабії та Північної Буковини (рос. Прутский поход 1940, рум. Ocupația sovietică a Basarabiei și Bucovinei de Nord) (28 червня — 3 липня 1940) — військова операція, проведена Червоною армією з метою примусової передачі Румунією Бессарабії та Північної Буковини до складу СРСР. Радянською стороною планувалося як повномасштабне військове вторгнення до Румунії, але, за кілька годин до початку операції, король Румунії Кароль II прийняв ультимативну ноту радянської сторони й погодився передати Бессарабію та Північну Буковину СРСР.
Військова операція з окупації території військами Червоної армії тривала 6 днів, в результаті була захоплена територія Бессарабії (44 000 км² з населенням 3,2 млн осіб), Північної Буковини (6 000 км 2 з населенням 500 000 осіб) та регіон Герца (304 км² з населенням 25 000 осіб). 3 липня Румунське королівство остаточно втратило контроль над Бессарабією та Північною Буковиною, а новий кордон проведено по річкам Прут та Дунай.
Румунські війська брали участь у боях на східному фронті разом із військами країн Осі. Румунське королівство окупувало  так звану Трансністрію — межиріччя Дністра та Південного Бугу. 1944 року театр воєнних дій перемістився на територію самого Румунського королівства. Це призвело до державного перевороту, заколотників підтримав король країни Міхай I. Лідера Румунського королівства Іона Антонеску та його прибічників було заарештовано, а країна виступила на боці Антигітлерівської коаліції. Після завершення війни, 1947 року Румунське королівство було проголошено Народною Республікою Румунія.

## Зовнішньополітична криза
- Приєднання Бессарабії та Північної Буковини до СРСР.
- Другий Віденський арбітраж.
- Крайовська угода.

Румунське королівство зблизилося із Французькою республікою та Великою Британією ще в останні місяці Першої світової війни. Французькі та британські політичні діячі вважали її добрим союзником у Південно-Східній Європі. Важливу роль у стосунках цих держав з Румунією відіграв похід румунських військ проти комуністичної Угорської Радянської Республіки у 1919 році та бої з більшовиками в Бессарабії та на Дністрі у 1918 році.
Встановлена після світової війни Версальська система міжнародних відносин виявилася недостатньо ефективною. Німецька держава, що програла війну, почала відновлюватися та посилювати свою владу в Європі. Це призвело до низки політичних подій, що загострили ситуацію: аншлюс Австрійської республіки, введення німецьких військ до Чехії, встановлення лояльних Німеччині режимів у країнах Центральної Європи. Політика Ліги Націй щодо Третього Рейху виявилася вкрай неефективною. Подібна ситуація складалася і в Азії: Японська імперія анексувала Корею та почала посилювати свій вплив у Республіці Китай. Внаслідок експансії на його території утворено дві нові країни: Менцзян та Маньчжурська держава.

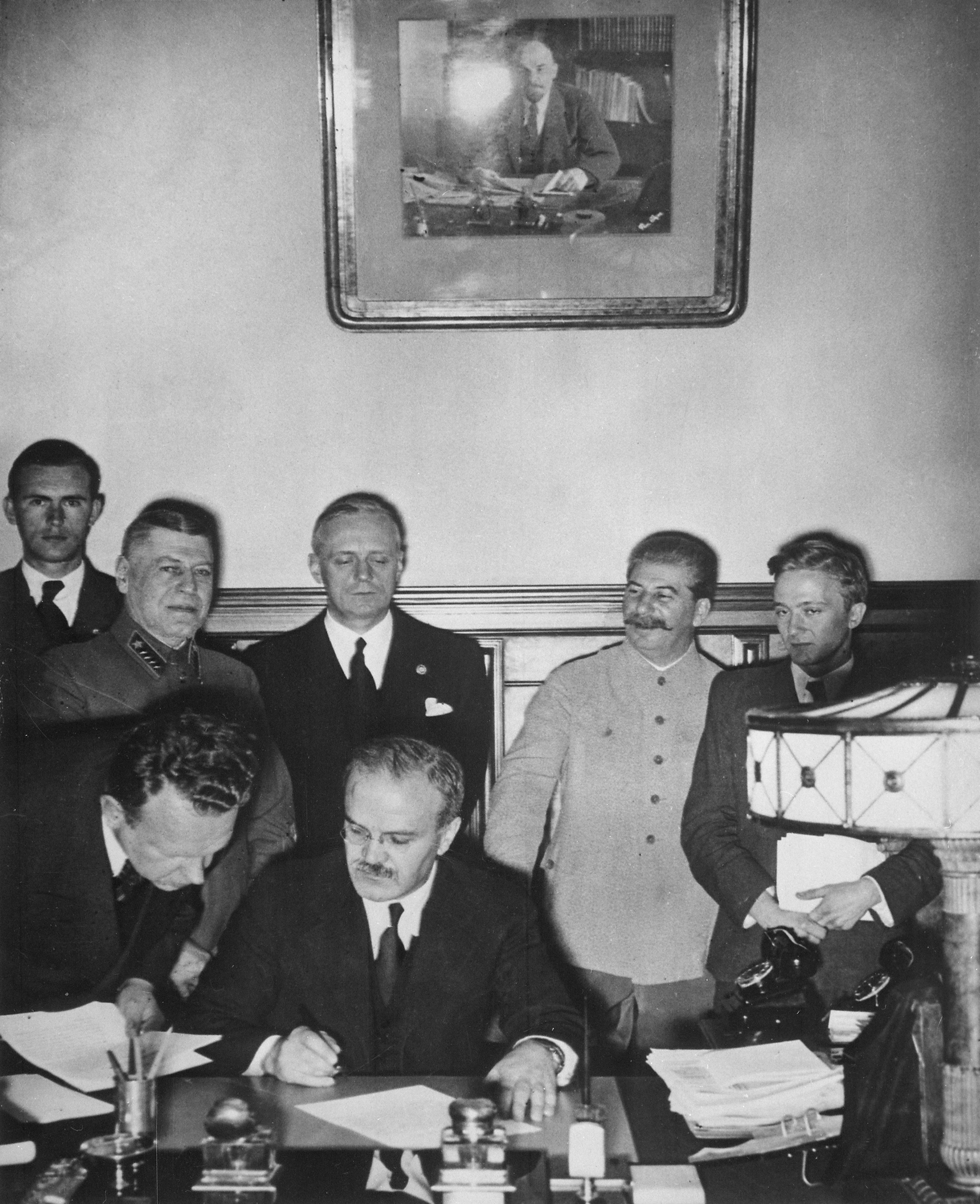
Підписання договору між СРСР та Третім Рейхом

1 вересня 1939 року, в день, коли розпочалася Друга світова війна, Румунське королівство ще залишалося партнером Французької республіки та Великої Британії. «Дивна війна», що розпочалася 3 вересня, не змінила стосунків Румунії та союзних їй держав у Західній Європі, хоча румунська сторона зберігала нейтралітет.
За декілька днів до початку війни Третій Рейх та Радянський Союз підписали Пакт Молотова — Ріббентропа, згідно з яким Східна Європа фактично поділялася на сфери інтересів Третього Рейху та СРСР. Радянський Союз прагнув отримати Бессарабію, яка з 1918 року знаходилася у складі Румунського королівства. Таким чином навесні 1940 року Румунське королівство опинилася у важкому становищі. З одного боку союзна їй Французька республіка програвала війну Третьому Рейху, з іншого відбувалося загострення ситуації на румунсько-радянському кордоні. Почастішали сутички з використанням зброї, одночасно радянські дипломати декілька разів надсилали ноти до керівництва Румунського королівства з вимогою віддати Бессарабію СРСР. Вже влітку остаточний програш Французької республіки, а також загрозлива ситуація щодо Бессарабії призвели до зближення Румунського королівства з Третім Рейхом. Як здавалося керівникам держави, Адольф Гітлер був здатний захистити Румунське королівство від зовнішньополітичних загроз. Але Третій Рейх нічим не зарадив румунській стороні, хоча поставляв до країни трофейну польську зброю в обмін на нафту.
27 червня радянські війська на кордоні з Румунським королівством до бойової готовності. У відповідь у Королівство Румунії оголошено мобілізацію, але вже ввечері 28 червня коронна рада Румунії мирним шляхом віддала Бессарабію та Північну Буковину СРСР. 3 липня Румунське королівство остаточно втратило контроль над цими регіонами, а новий кордон проведено по річкам Прут та Дунай. У Радянському Союзі на цих територіях утворили Молдавську РСР та Аккерманську й Чернівецьку області Української РСР.

Територіальні втрати Румунії напередодні Другої світової війни

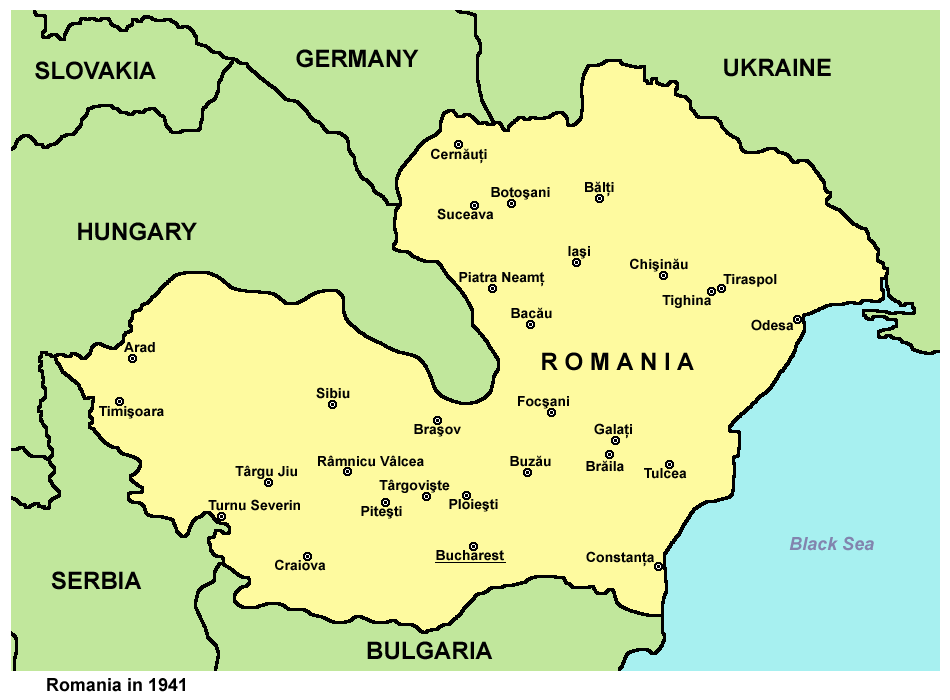

Наступною територіальною втратою для Румунського королівства стала Північна Трансільванія. Її передано до складу Королівства Угорщина 30 серпня 1940 року внаслідок Другого Віденського арбітражу. Ця територія згідно з Трианонською угодою після розпаду Австро-Угорської імперії знаходилася у складі Румунського королівства з 1918 року. Арбітраж викликав посилення румунсько-угорських протиріч, котрі були використані Третім Рейхом для посилення свого впливу в Південно-Східній Європі. У випадку якщо в Трансильванії розпочнуться масові заворушення, Третій Рейх зберігав за собою право ввести свої війська до Румунського королівства. Ф. Гальдер щодо цього писав: «Гітлер обирав […] між двома можливостями: або йти разом з Угорщиною, або дати Румунії гарантії проти Угорщини». Відносини між Угорським та Румунським королівствами були налагоджені із втручанням до конфлікту Третього Рейху.
7 вересня, за декілька днів після втрати Північної Буковини, Бессарабії та Північної Трансильванії, Румунське королівство втратило Південну Добруджу. Цю територію передано Болгарському царству згідно з Крайовською угодою. Через великі територіальні втрати Румунське королівство потрапило у залежність від Третього рейху. 23 листопада країна приєдналася до Берлінського пакту, одночасно почались перемовини з керівником Королівства Італія Беніто Муссоліні.

## Залізна Гвардія. Повстання 1941 року в Румунському королівстві
Внаслідок великих територіальних втрат румунський король Кароль II втратив довіру політиків та народу. Ще однією причиною, через яку король втратив популярність, була корупція, що охопила майже всі сфери життя. Цим скористалися націоналістичні та фашистські організації та партії, які бажали відновлення Румунського королівства в кордонах 1939 року, тобто відтворення Великої Румунії. Серед цих організацій найбільшою була «Залізна Гвардія», очолювана Корнеліу Зеля Кодряну.

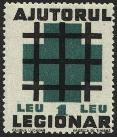
Поштова марка Румунського королівства з зображенням логотипу «Залізної Гвардії» та написом «допоможіть легіонерам». Гроші, отримані за марки, йшли на розвиток Гвардії

Попередницею «Залізної Гвардії» була LANC (Національна Християнська Ліга), одним з засновників якої був Корнеліу Кодряну. LANC була створена у 1923 році, а вже в 1926 році вона взяла участь у парламентських виборах та отримала 10 місць у парламенті. Хоча партія мала антисемітський настрій, але антисемітизму не було в засадах її програми. У 1927 році Корнеліу Кодряну порвав з LANC, не погодившись з її методами боротьби, та створив власну організацію — Легіон Архангела Міхаїла, що пізніше був перетворений на «Залізну Гвардію». Його Легіон мав популярність на парламентських виборах, з кожними новими виборами легіонери отримували все більше місць у румунському парламенті. На піці популярності організації перемовини з Легіоном розпочав Іон Антонеску.
Королю не подобалася ситуація, що складалася на користь легіонерів. Він бажав підпорядкувати цю організацію собі, тому 1938 року заборонив Легіон. Після цього по країні прокотилася хвиля арештів та обшуків. У відповідь легіонери заснували партію Totul Pentru Ţara, що вела боротьбу проти короля. Під час кризи Йон Антонеску потрапив під домашній арешт, а Корнеліу Кодряну заарештували. На місце керівника «Залізної Гвардії» королем був призначений Хорія Сіма. Хорія цілковито був підкорений Каролю II, а разом з ним і вся «Залізна Гвардія».
На початку вересня 1940 року «Залізна Гвардія» у спробі взяти владу до своїх рук перейшла до активних дій проти короля. Приводом для акцій протесту та мітингів послужили територіальні втрати Румунського королівства та непопулярність Кароля II. 5 вересня Кароль II під тиском легіонерів полишив країну, залишивши престол вакантним. Він направився на потязі до Королівства Югославія, по дорозі в Тимішоарі потрапивши у збройну сутичку з легіонерами. 15 вересня сформовано новий уряд. У ньому майже всі місця належали членам «Залізної Гвардії», а Хорія Сима став прем'єром країни. Новий молодий король Міхай I, син Кароля II, не міг керувати країною. Нове фашистське керівництво проголосило Румунське королівство націонал-легіонерською державою та зовнішньополітичний курс країни тримали на Третій Рейх та Королівство Італія.
«Залізна Гвардія» після вересневого перевороту розпочала політику терору. Іон Антонеску намагався завадити цьому, бо терор підривав довіру народу до нової влади. Політика легіонерів призвела до різкого росту цін та економічної нестабільності. Наприкінці осені країною прокотилася хвиля політичних вбивств. У ніч на 26 листопада сталися наймасштабніші вбивства, головним чином їхніми жертвами були політичні та ідеологічні противники Гвардії, що знаходилися в тюрмах. Вбивства відбувалися прямо в камерах, де сиділи ув'язнені. Ця політика легіонерів знайшла підтримку у нацистських лідерів Третього Рейху.
На початку 1941 року політичні вбивства стали неконтрольованими, а 21 січня легіонери наважилися виступити проти Іона Антонеску та керувати Румунським королівством самостійно. Повстання легіонерів розпочалося єврейськими погромами в Бухаресті та найбільших містах Румунського королівства, а потім переросло в масові заворушення та бої з поліцією. Хорія Сима сподівався, що Адольф Гітлер стане на його бік, але офіційний Берлін підтримав Іона Антонеску. 23 січня проти легіонерів кинуто внутрішні війська Румунського королівства, а незабаром всі їхні виступи придушено. Повстання мало важливі наслідки, оскільки «Залізна Гвардія» була розпущена, а єдиним лідером Румунського королівства став Іон Антонеску. Він проголосив себе кондукетором (фюрером) країни та скликав вірний собі уряд.

## Окупація Буковини, Бессарабії і Трансністрії
Гітлер дав згоду на приєднання Бессарабії, Буковини та межиріччя Дністра і Південного Бугу до Румунії. Ці території потрапили під контроль румунських властей, на них були засновані Губернаторство Буковина (під управлінням Ріошяну), Губернаторство Бессарабія (губернатор — К. Войкулеску) і Трансністрія (губернатором став Г. Алексяну). Столицею Буковинського губернаторства стали Чернівці, Бессарабського — Кишинів, а Трансністрії — спочатку Тирасполь, а потім Одеса.
Ці території (в першу чергу Трансністрія) були необхідні Антонеску для економічної експлуатації . На них проводилася активна румунізація місцевого населення. Антонеску вимагав від місцевої влади вести себе так, як ніби «влада Румунії встановилася на цій території на два мільйони років», і заявляв, що пора переходити до експансіоністської політики, яка передбачала експлуатацію всіх видів ресурсів на захоплених територіях. Жителів Бессарабії і Буковини використовували для ремонту і будівництва доріг і технічних споруд. Декретом-законом № 521 від 17 серпня 1943 року румунської адміністрацією були введені тілесні покарання робітників. З підконтрольних Румунії територій до Німеччини вивезли близько 47 200 чоловік як остарбайтерів.
У сільському господарстві використовувалася праця «трудових громад» — колишніх колгоспів і радгоспів. Кожна громада мала в розпорядженні від 200 до 400 га землі і складалася з 20-30 сімей. Ними вирощувалися сільськогосподарські культури як для своїх потреб, так і для потреб румунських військ і адміністрації. У громадах і господарствах не займалися скотарством, тому що вся худоба була експропрійовано румунською армією. З усього виробленого в громаді за рік румунська влада дозволяли залишати на прожиток тільки по 80 кг зерна на дорослого і 40 кг на дитину, решта конфісковувалась. У містах та інших населених пунктах, де не займалися сільським господарством, була введена карткова система покупки хліба. За день одна людина отримував від 150 до 200 г хліба. У 1942 р Антонеску видав розпорядження, згідно з яким норми видачі продовольства на території Бессарабії скорочувалися до мінімуму (за кількістю калорій, необхідний для фізичного виживання), при цьому врожай збирався під наглядом поліції і жандармерії, а сільськогосподарські продукти, аж до відходів виробництва, передавалися у відання місцевих румунських інстанцій.
Як гроші в Трансністрії використовувалися окупаційні рейхсмарки, в Бессарабському та Буковинському губернаторствах — румунські леї. Румунськими властями був примусово встановлений курс: 1 окупаційна рейхсмарка = 60 румунських леїв = 10 радянських рублів. На чорному ринку продовжували ходіння радянські рублі, які майже зникли з обігу в 1941—1943 роках. У 1944 році в зв'язку з початком контрнаступу радянських військ рубль знову увійшов в обіг, на цей раз його курс сильно зріс. Головною проблемою окупованих регіонів була відсутність товарів першої необхідності. Туди, в основному, завозилися предмети розкоші, тому на ринках процвітала спекуляція.
Населення окупованих територій було поділено на три категорії — етнічні румуни, національні меншини і євреї, які одержували посвідчення особи різних кольорів (румуни — білого, нацменшини — жовтого, євреї — зеленого); всім представникам румунського державного апарату (включаючи працівників в галузі освіти і священиків) пропонувалося «доводити населенню, що вони румуни».
Відносно мирного населення здійснювалась репресивна політика. Згідно з розпорядженнями румунської жандармерії підлягали конфіскації не тільки одиниці зброї, що знаходилися в приватному користуванні, але і всі радіоприймачі приватних осіб. Репресії передбачалися навіть за груповий спів на вулиці. Дані розпорядження багато в чому перегукуються з аналогічними німецькими, що діяли в Україні. Як визнавали самі місцеві румунські інстанції, в реальності, проведення Румунією окупаційних заходів контролювали німці, більш того — щоб уникнути небажання румунів воювати на боці Німеччини німці розгортали так звані «пункти по перевихованню румунських дезертирів», а за наступаючими румунськими частинами нерідко йшли загороджувальні загони СС.
Однак частина населення підтримала нову румунську адміністрацію. В основному це були заможні селяни і налаштовані проти більшовиків жителі регіону, а також жителі Бессарабії, які втекли в 1940 році. Німецька і румунська адміністрація створили з них колабораціоністські національні загони спеціального призначення. В їх обов'язки входила охорона військових об'єктів, боротьба з партизанами і радянським десантом. Крім них, ще 20 000 місцевих жителів були покликані в румунську армію і воювали проти СРСР. З них 5000 загинуло, а ще 14 129 потрапило в радянський полон.
Крім колабораціоністських і партизанських формувань, на території Буковини і Бессарабії діяли бандформування чисельністю 5209 чоловік. Вони не підтримували ні радянську владу, ні румунську адміністрацію.